# أغوليانو
أغوليانو هي كومونا تقع في مقاطعة أنكونا في منطقة ماركي الإيطالية، وتقع على بعد حوالي 13 كيلومتر (8 ميل) جنوب غرب أنكونا. تقع أغوليانو على حدود البلديات التالية: أنكونا، كاميراتا بيسينا، جيسي، بولفيريجي.

## روابط خارجية
- الموقع الرسمي